# Vreewater
Vreewater is een natuurgebied te Lomm, in de Nederlandse provincie Limburg.

## Natuur
Het Vreewater is een vochtig gebied dat ingesloten ligt tussen enerzijds de Ravenvennen en Schandelosche Heide en anderzijds de Duitse grens en vooral bestaat uit kleinschalige graslandjes omgeven door houtwallen. Er liggen poelen en in 2001 werd een laaggelegen oude Maasbedding hersteld. Hier is een kleibodem terwijl de omringende gebieden een zandbodem kennen.

Voorkomende planten zijn onder andere duizendknoopfonteinkruid, schildereprijs, moerasbasterdwederik en klein glidkruid. Er leven veel reptielen en amfibieën, zoals hazelworm en levendbarende hagedis. In 2008 werd de boomkikker geherïntroduceerd.

Het Vreewater vormt een schakel tussen de natuurgebieden Ravenvennen en Zwart Water. Het ongeveer 100 ha grote gebied is eigendom van het Limburgs Landschap.

## Waterloop
Vreewater is ook de naam van een negen kilometer lange waterloop die van het Koeveen in Venlo noordwaarts globaal de Duitse grens volgt tot hij in Arcen bij het Straelens Schuitwater in de Lingsforterbeek mondt.